# Solre
Die Solre ist ein über 22 Kilometer langer Bach, der im Département Nord in der französischen Region Hauts-de-France verläuft und von rechts in die Sambre mündet.

## Geographie

### Verlauf
Die Solre entsteht aus dem Zusammenfluss zweier Quellbäche bei Solre-le-Château, im Regionalen Naturpark Avesnois. Der Bach entwässert generell in nordwestlicher Richtung und mündet nach 22 Kilometern östlich von Maubeuge, im Gemeindegebiet von Rousies, auf einer Höhe von etwa 123 m als rechter Nebenfluss in die kanalisierte Sambre.

### Zuflüsse
(Vom Ursprung zur Mündung)
- Ruisseau le Riamé (rechter Quellbach, Hauptstrang), 4,4 km
- Malakoff (linker Quellbach, Nebenstrang), 2,8 km
- Ruisseau de Solre-le-Château (links), 2,4 km
- Ruisseau de l’Écrevisse (rechts), 8,2 km
- Ruisseau du Grand Pré (rechts), 1,6 km (mit Ruisseau des Prés sous la Ville 4,5 km)
- Le Courant entre les Bois (rechts), 2,0 km
- Ruisseau de la Fachelle (rechts), 2,1 km
- Ruisseau de Stordoir (links), 8,2 km
- Ruisseau de la Soumante (rechts), 1,2 km
- Ruisseau de la Carnoye (rechts), 3,0 km
- Ruisseau de Glarge (links), 3,2 km
- Ferme du Parc (rechts), 1,2 km
- Ruisseau de Quievelon (rechts), 7,1 km
- Radiève (links), 2,7 km
- Blanc Rieu (rechts), 1,3 km
- Ruisseau des Besaces (links), 3,3 km

### Orte am Fluss
(Vom Ursprung zur Mündung)
- Solre-le-Château
- Obrechies
- Damousies
- Ferrière-la-Petite
- Ferrière-la-Grande
- Rousies